# Monestir de Sakya

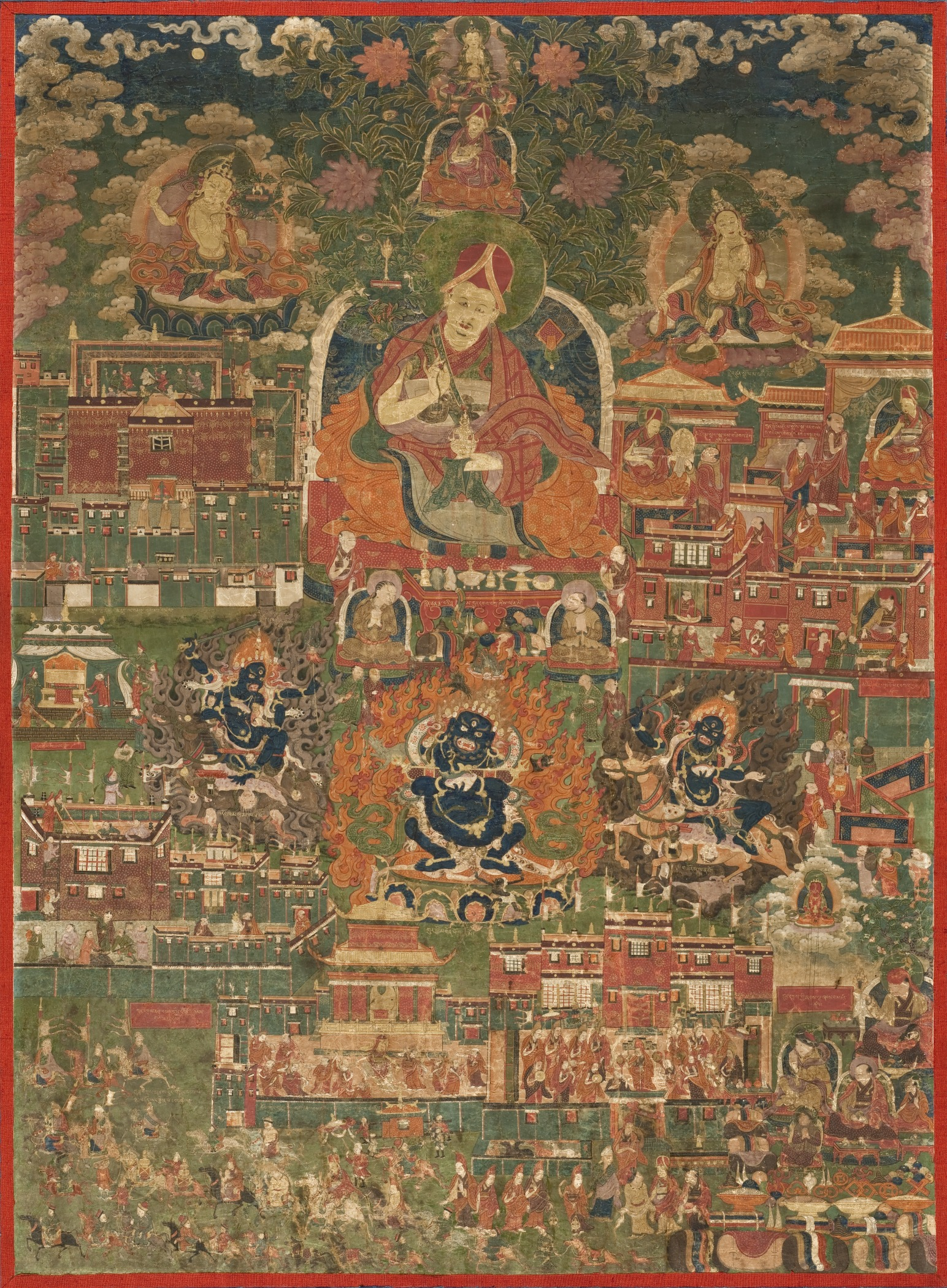
Kunga Tashi i incidents de la seva vida (abat del monestir de Sakya, 1688–1711)

El Monestir de Sakya (en tibetà: ས་སྐྱ་དགོན་པ།, en Wylie: sa skya dgon pa), també conegut com a Pel Sakya (en tibetà: དཔལ་ས་སྐྱ།, en Wylie: dpal sa skya, "Terra blanca" o "Terra pàlida") és un monestir budista, situat al poble de Sa'gya, a la Regió Autònoma del Tibet.

## Història

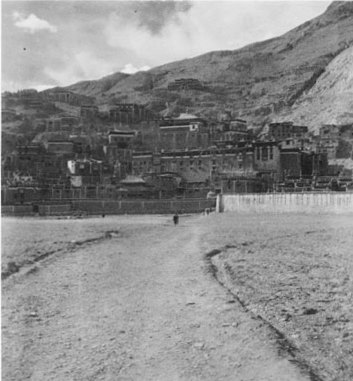
Monestir de Sakya, Tibet, el 1948 abans de la seva destrucció

Com a seu de l'escola Sakya (o Sakyapa) del budisme tibetà, va ser fundada l'any 1073 per Konchok Gyelpo (en tibetà: དཀོན་མཆོག་རྒྱལ་པོ།, en Wylie: dkon mchog rgyal po; 1034–1102), originalment un monjo Nyingma de la poderosa família noble dels Tsang i va esdevenir el primer Sakya Trizin. Els seus poderosos abats van governar el Tibet durant els segles XIII i XIV sota el domini de la dinastia mongol Yuan després de la caigua de l'Imperi tibetà fins que van ser eclipsats per l'ascens de les noves escoles Kagyu i Gelug del budisme tibetà.
La seva arquitectura mongol és força diferent de la dels temples de Lhasa i Yarlung. L'únic edifici antic que es conserva és el Lhakang Chempo o Sibgon Trulpa. Originalment una cova al vessant de la muntanya, va ser construïda l'any 1268 pel dpon-chen Sakya Sangpo i restaurada al segle XVI. Conté algunes de les obres d'art supervivents més magnífiques de tot el Tibet, que sembla que no han estat danyades en els últims temps. El recinte de Gompa ocupa més de 18.000 metres quadrats, mentre que l'enorme sala principal ocupa uns 6.000 metres quadrats.
Després de l'aixecament de Lhasa del 10 de març de 1959 per protegir el 14è Dalai Lama de l'Exèrcit Popular d'Alliberament Comunista Xinès, la majoria dels monjos del monestir de Sakya es van veure obligats a marxar. Com afirma Dawa Norbu al seu llibre; "abans hi havia uns cinc-cents monjos al Gran Monestir de Sakya, però a finals de 1959 només quedaven 36 monjos d'edat". La majoria dels edificis del monestir estan en ruïnes, perquè van ser destruïts durant la Revolució Cultural.

Das Sharat Chandra escriu:
Pel que fa a la gran biblioteca de Sakya, es troba a les prestatgeries al llarg de les parets de la gran sala del Lhakhang chen-po. Es conserven aquí molts volums escrits amb lletres d'or; les pàgines tenen sis peus de llarg per divuit polzades d'ample. Al marge de cada pàgina hi ha il·luminació, i els quatre primers volums tenen imatges dels mil Budes. Aquests llibres estan enquadernats amb ferro. Van ser preparats sota les ordres de l'emperador Kublai Khan, i presentats al lama Phagpa en la seva segona visita a Pequín.

 També es conserva en aquest temple una caracola amb verticils que giren d'esquerra a dreta [en tibetà, Ya chyü dungkar ], un regal de Kublai a Phagpa. Només és bufat pels lames quan la petició va acompanyada d'un obsequi de set unces de plata; però fer-lo volar es considera un acte de gran mèrit.”

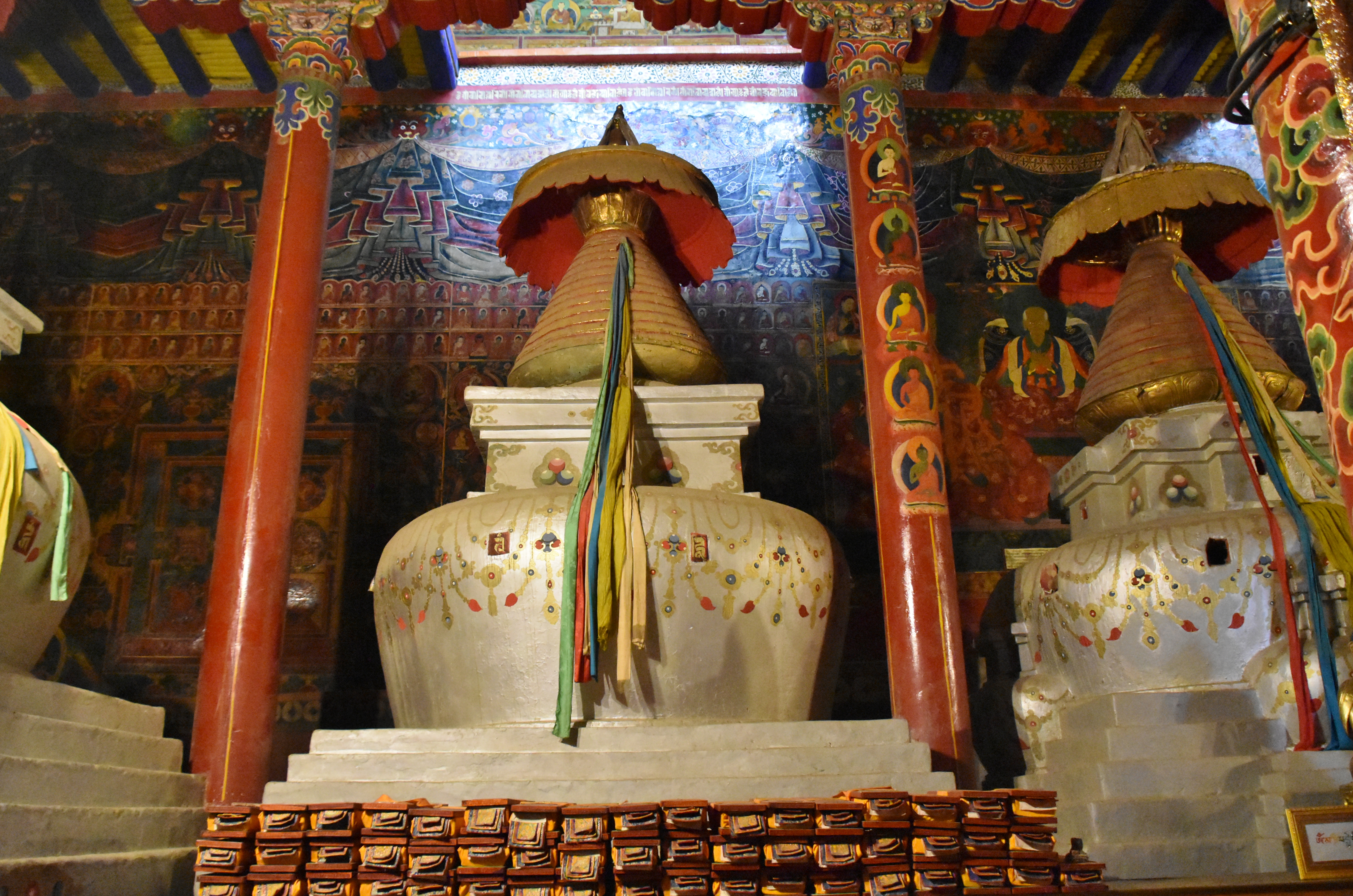
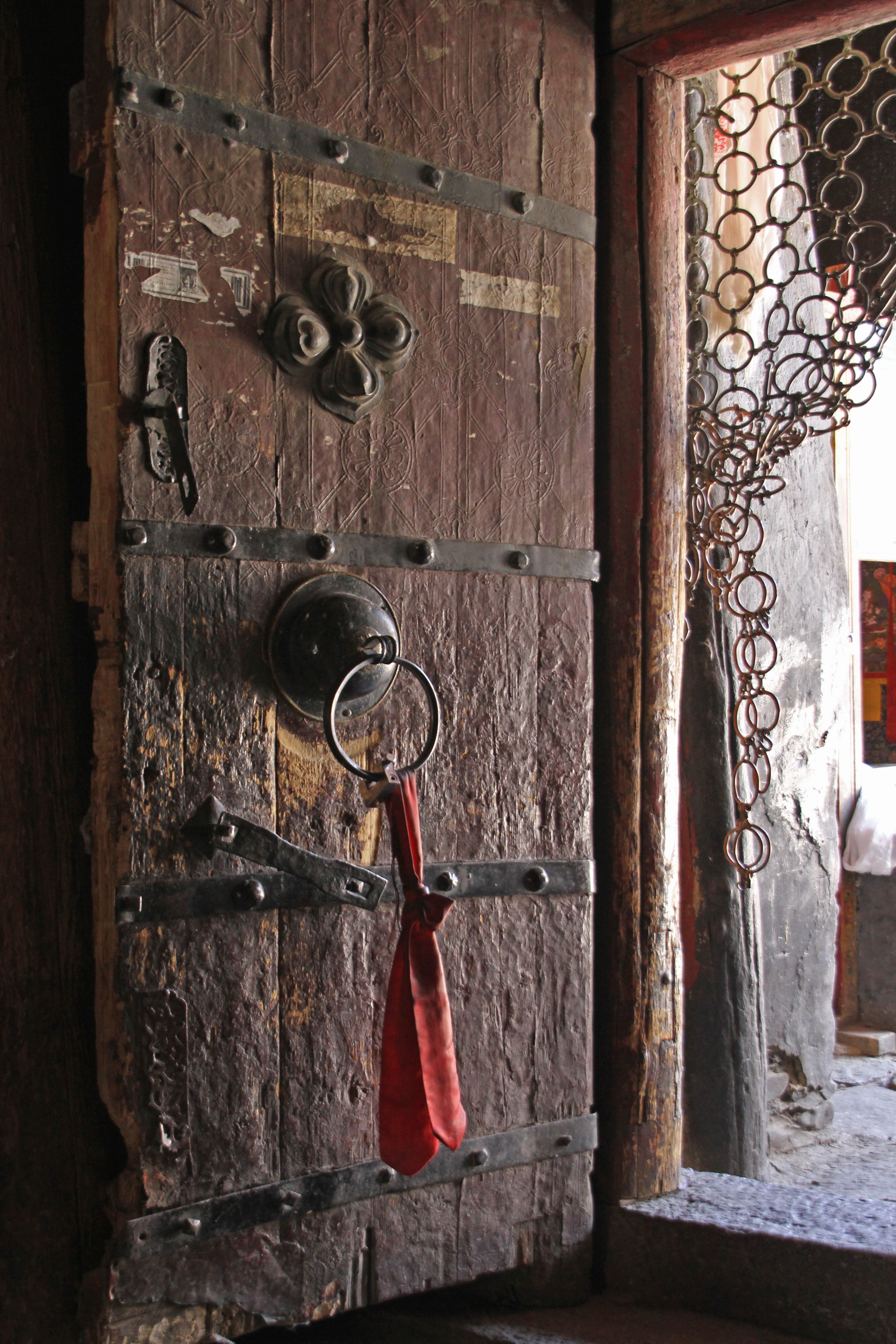
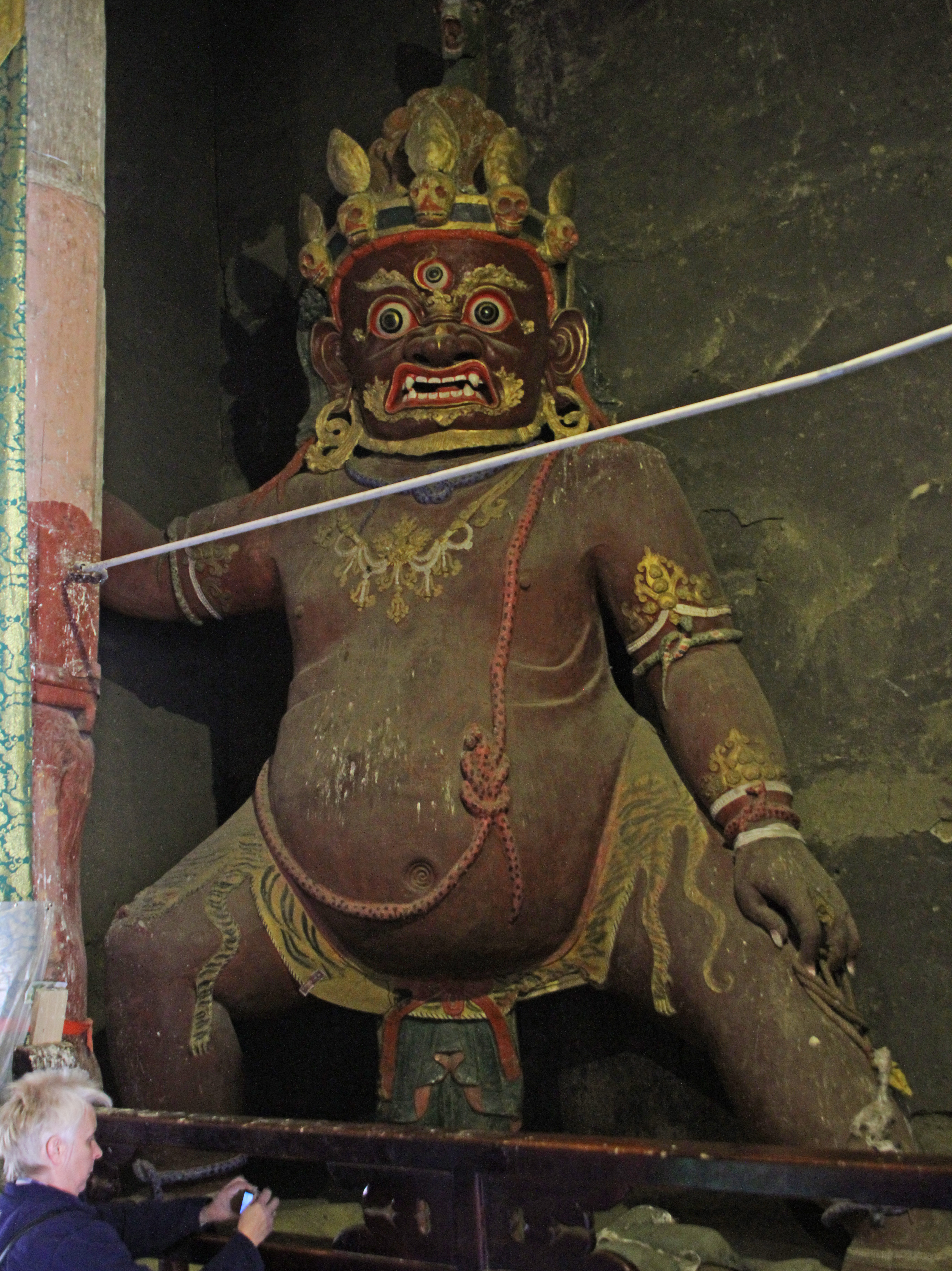
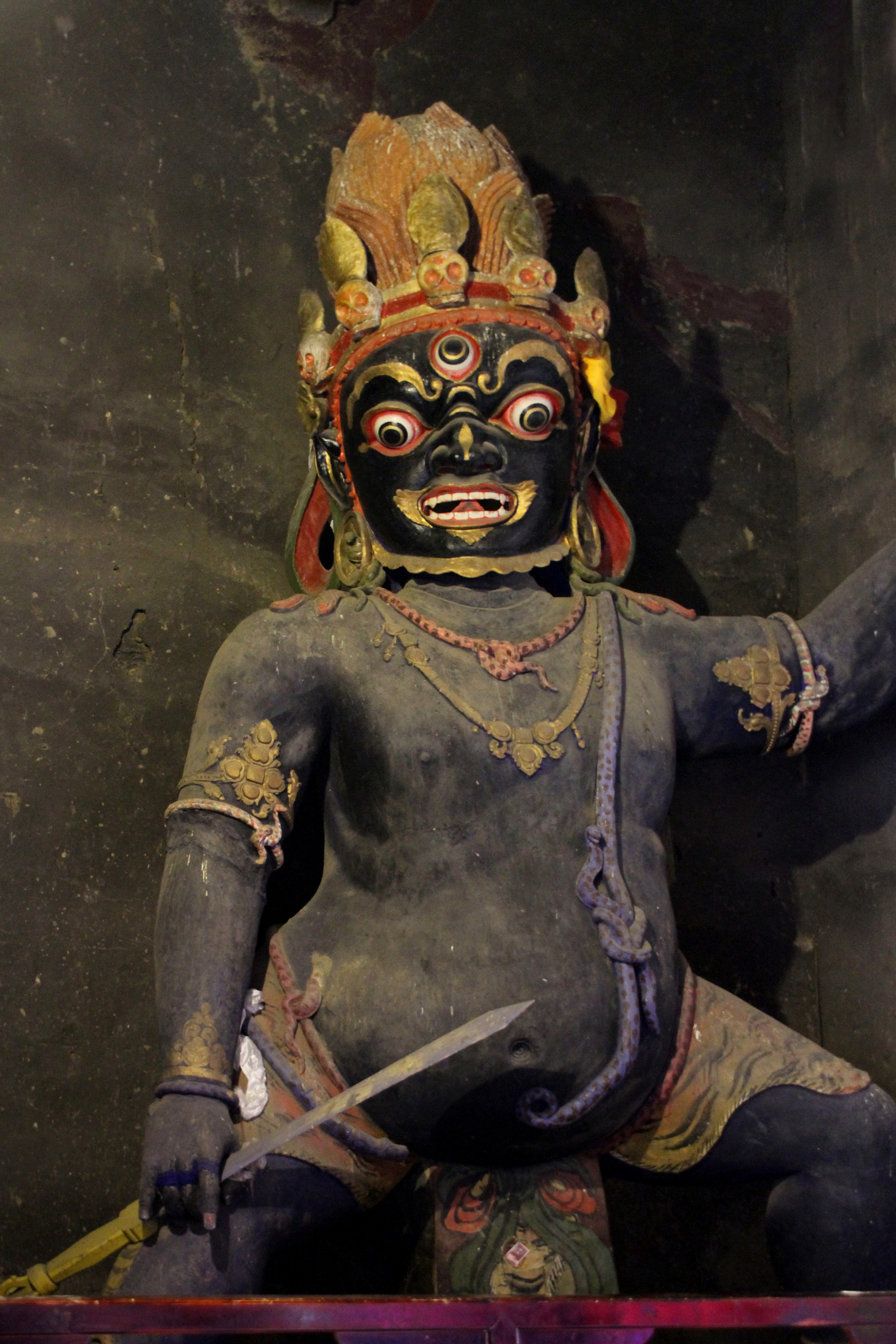
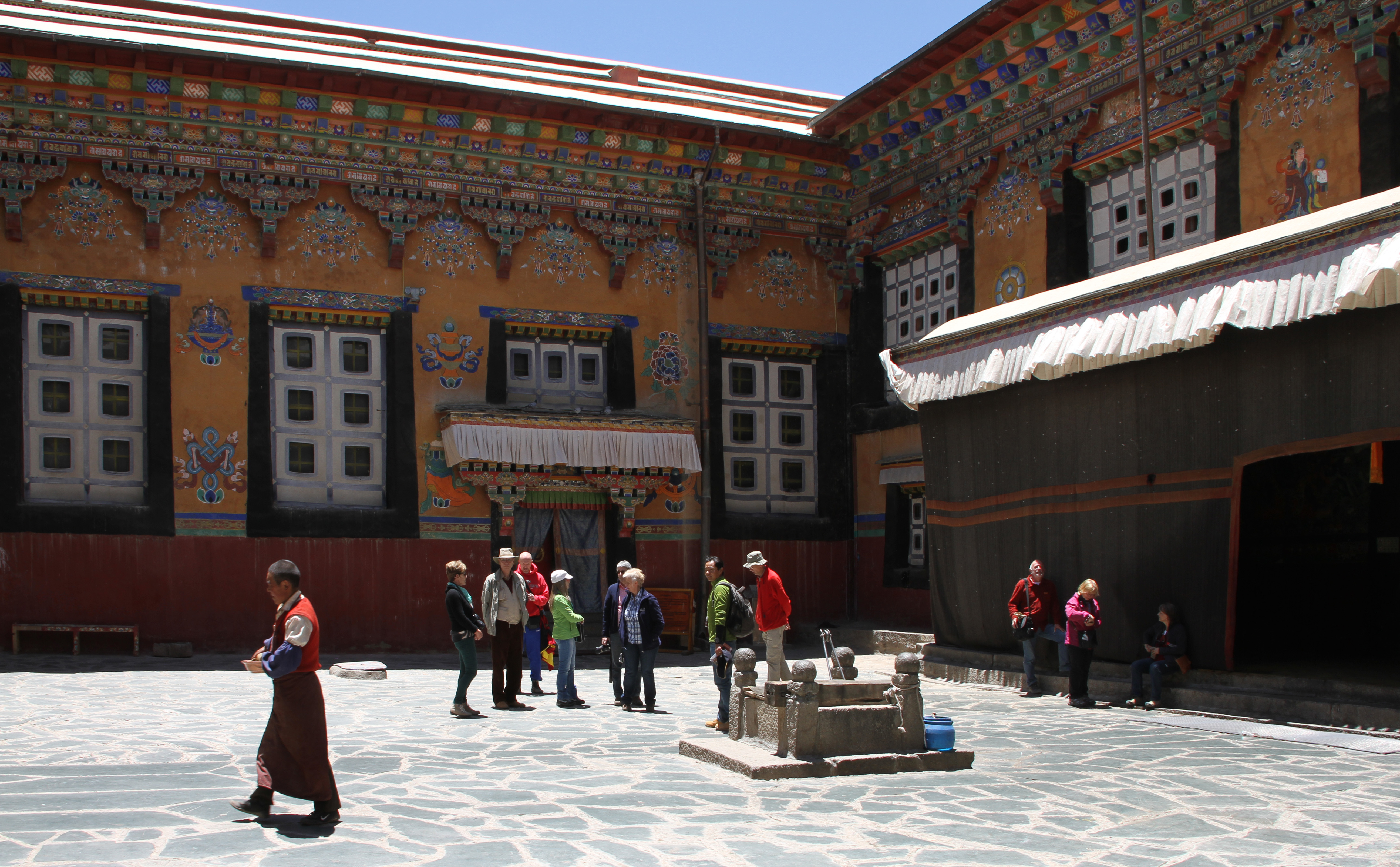
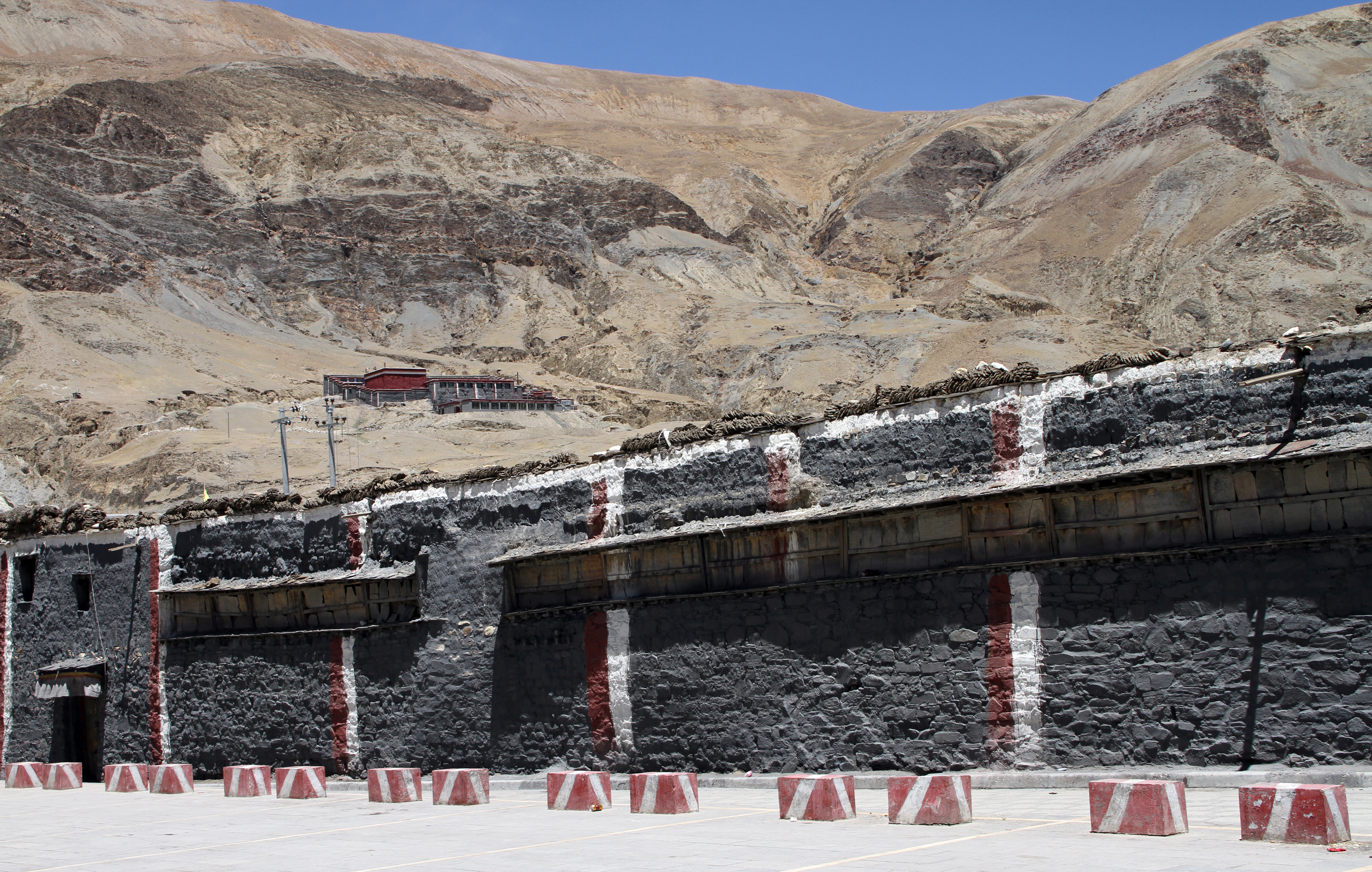
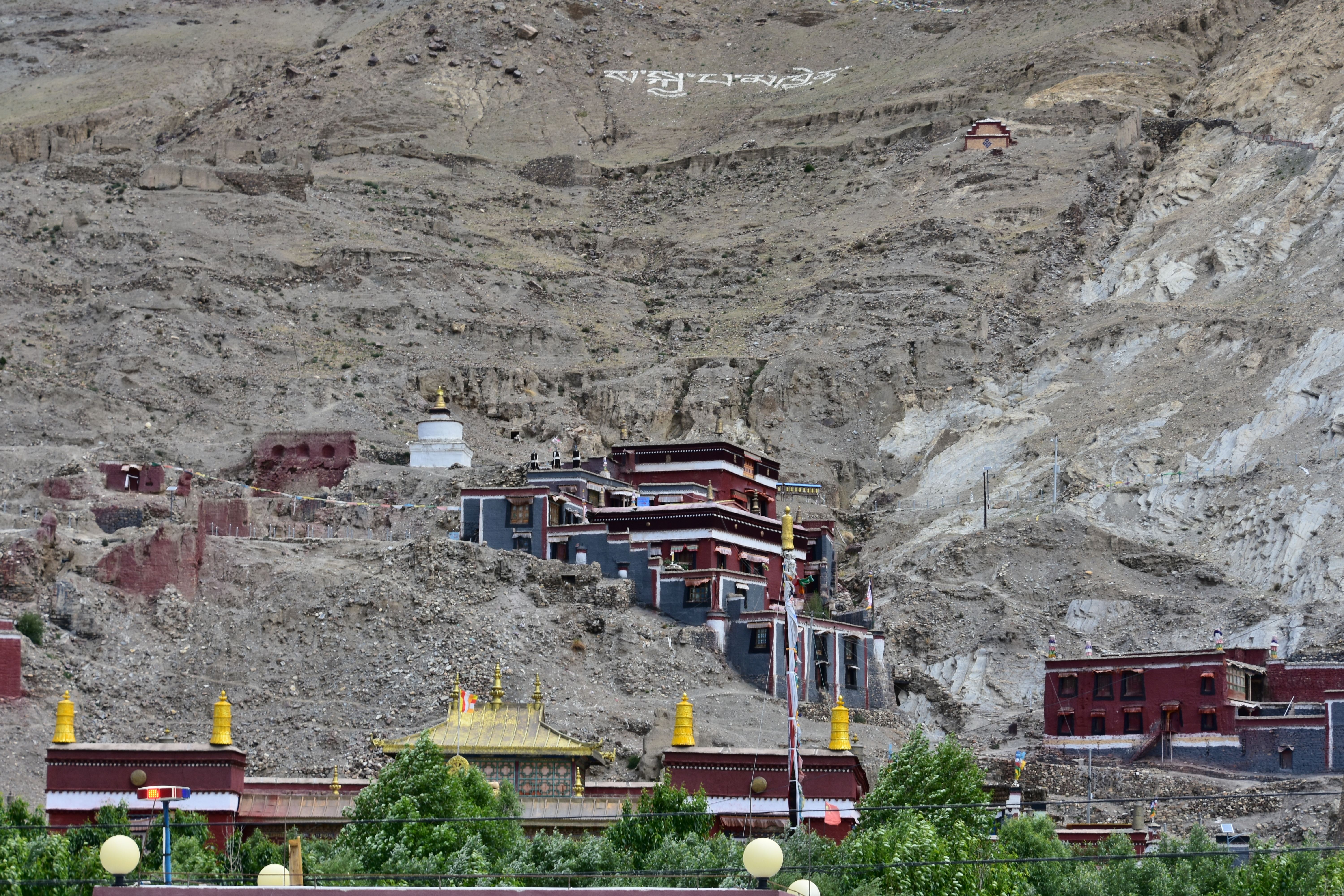
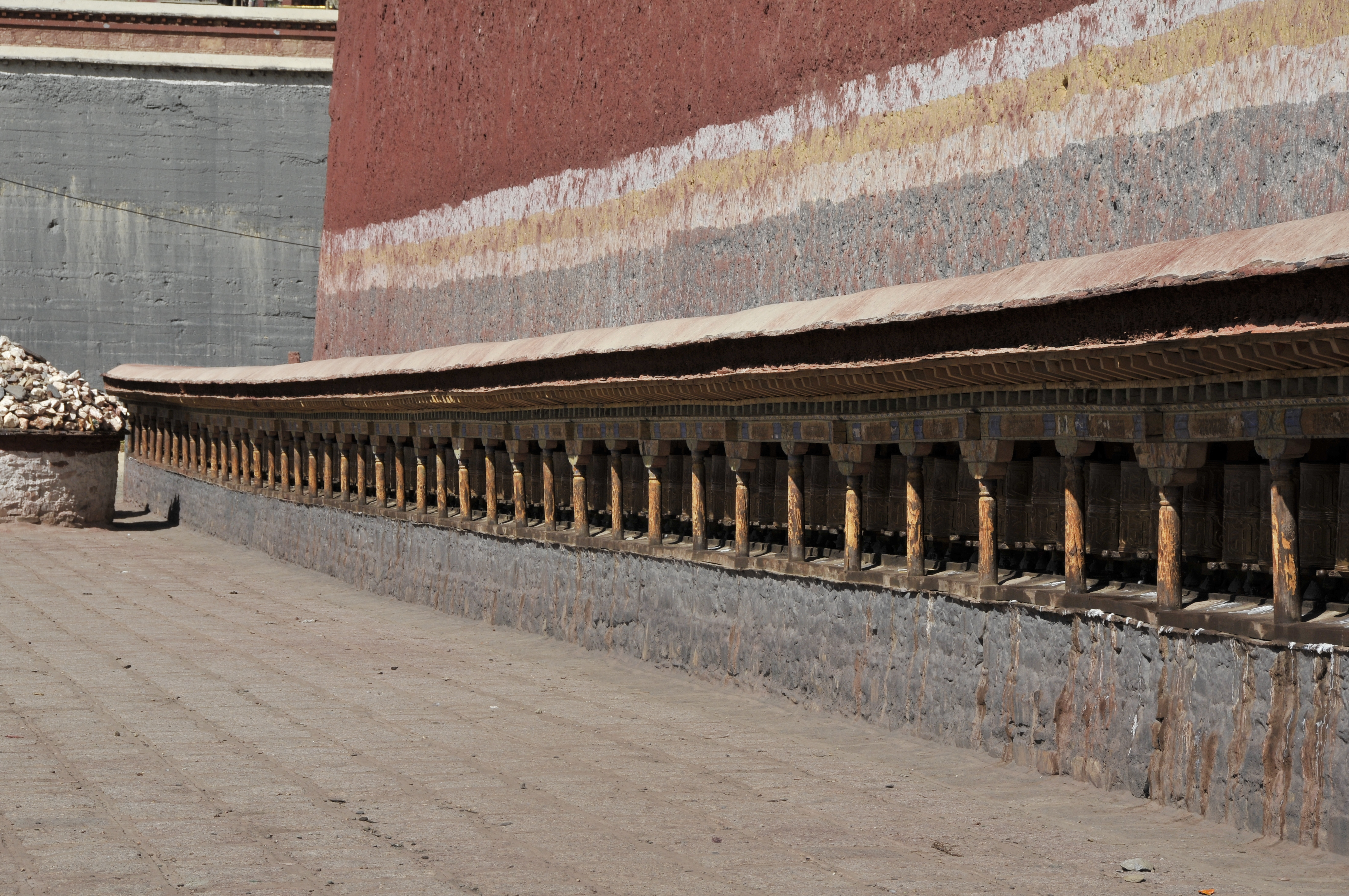
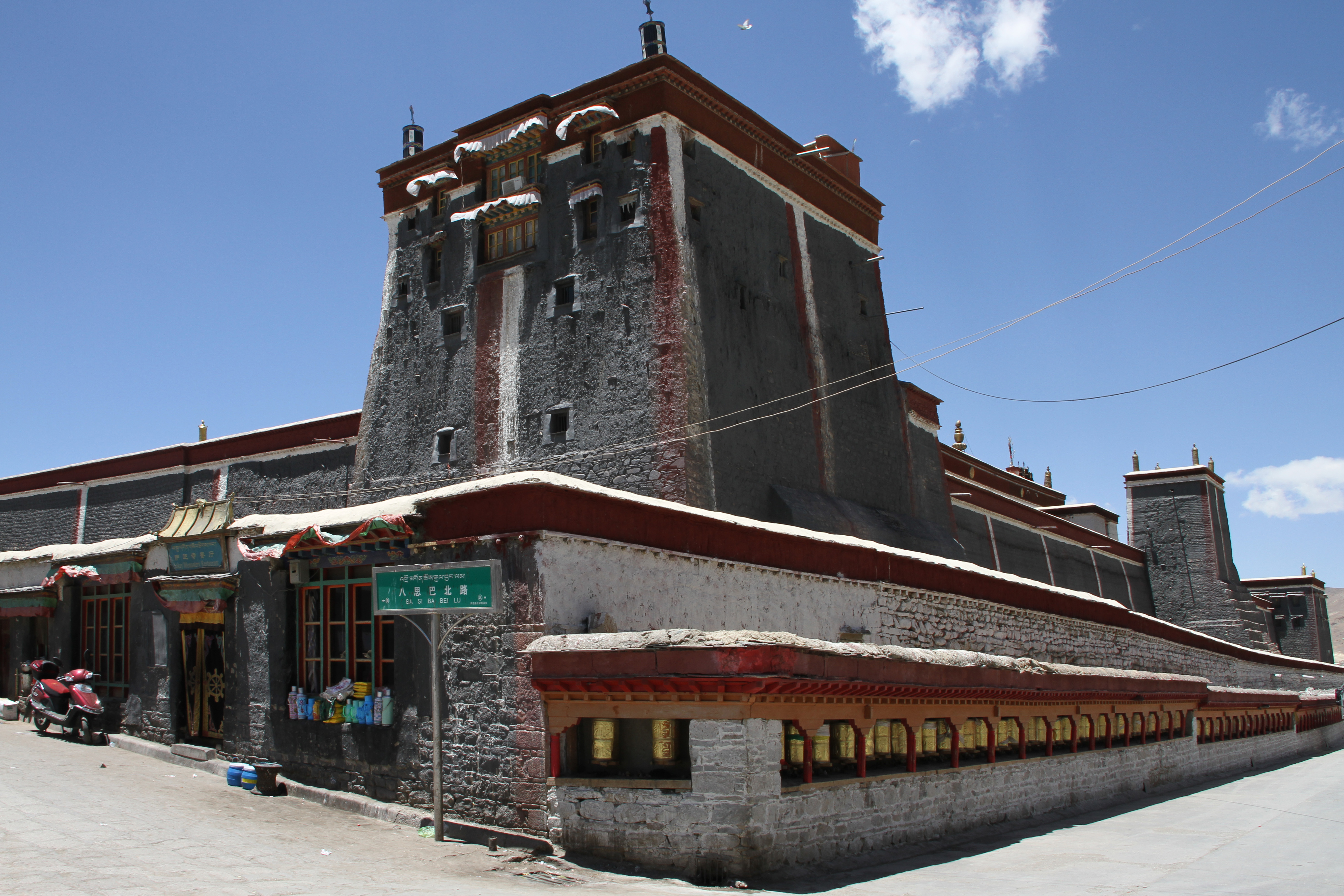
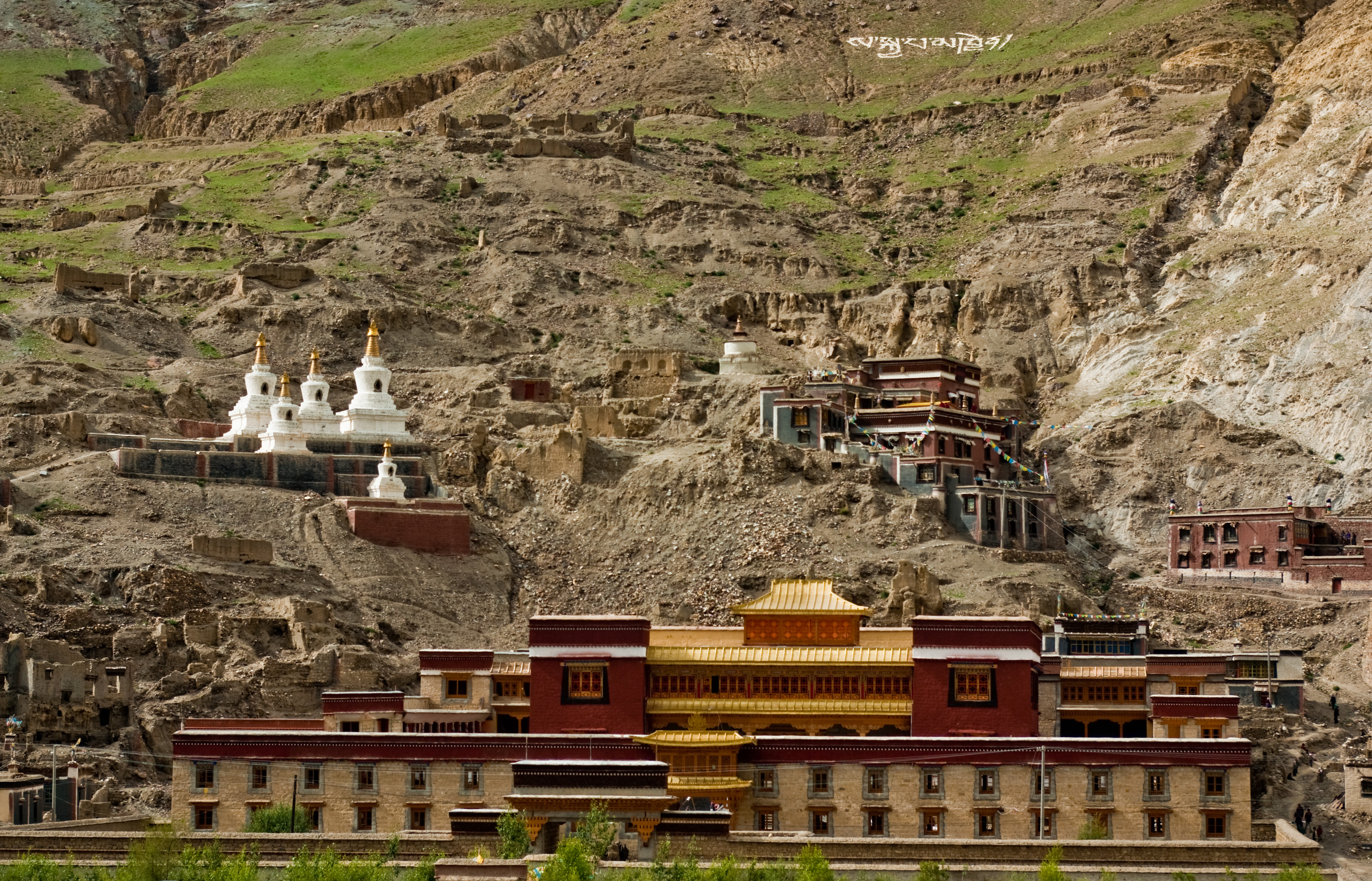
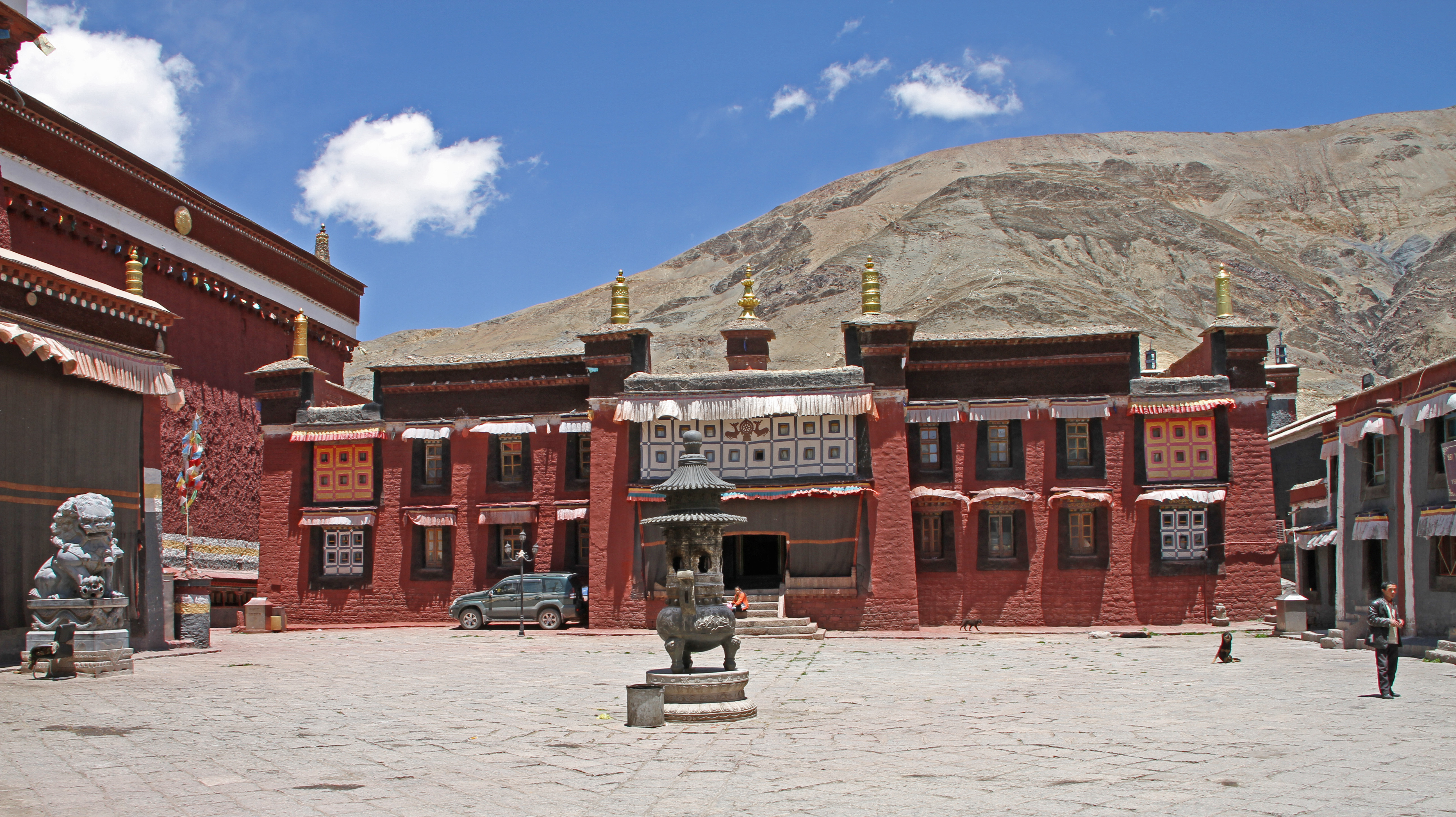

## Biblioteca
Al 2003 es va trobar una gran biblioteca de fins a 84.000 llibres, en piles tradicionals, de 60 metres de llarg i 10 metres d'alçada al monestir de Sakya. S'espera que la majoria siguin escriptures budistes, tot i que també inclouran obres de literatura, història, filosofia, astronomia, matemàtiques i art. Alguns volums poden haver romàs sense tocar durant centenars d'anys. Estan sent examinats per l'Acadèmia Tibetana de Ciències Socials.

### Galeria

Biblioteca del Monestir de Sakya
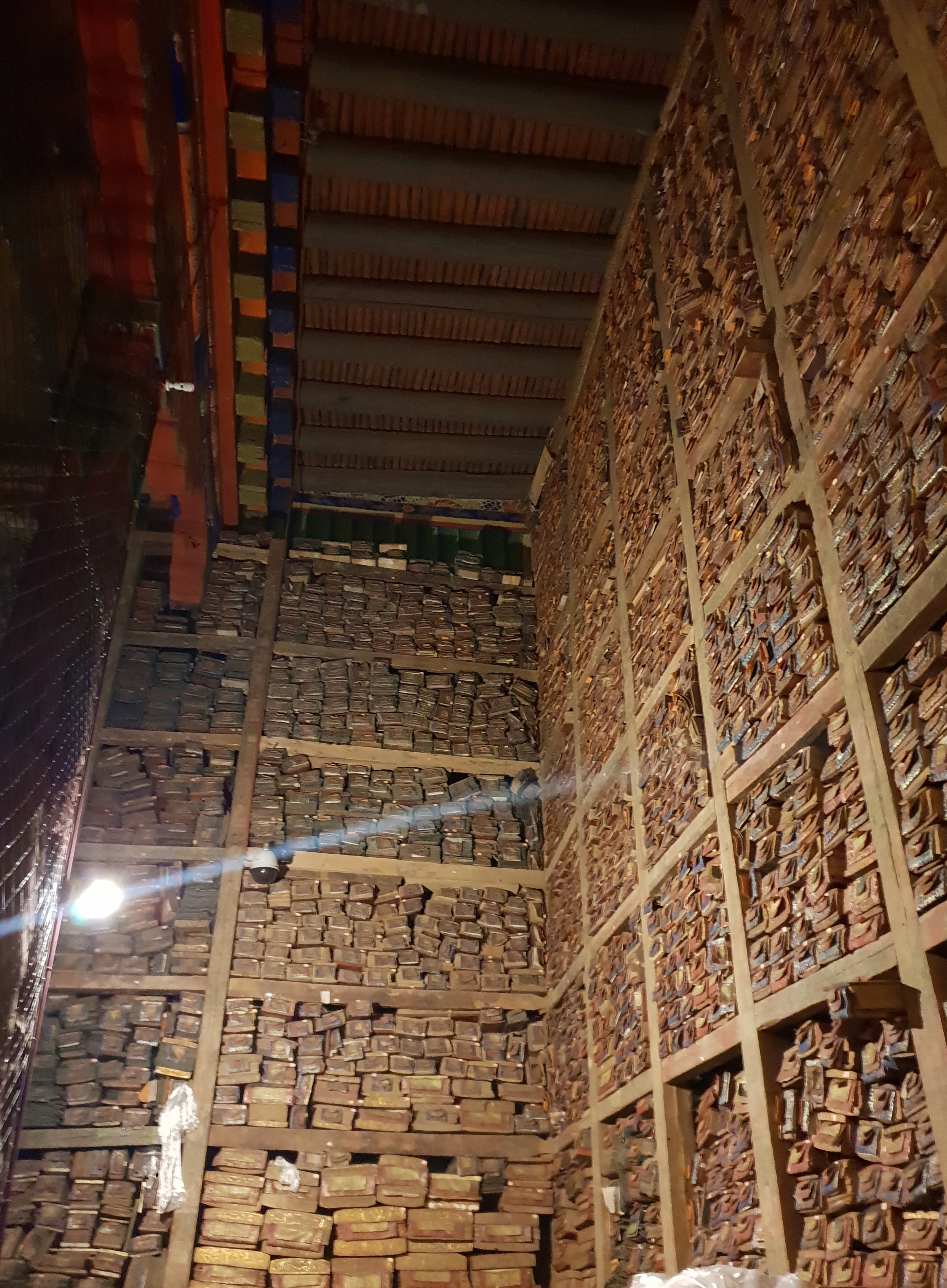
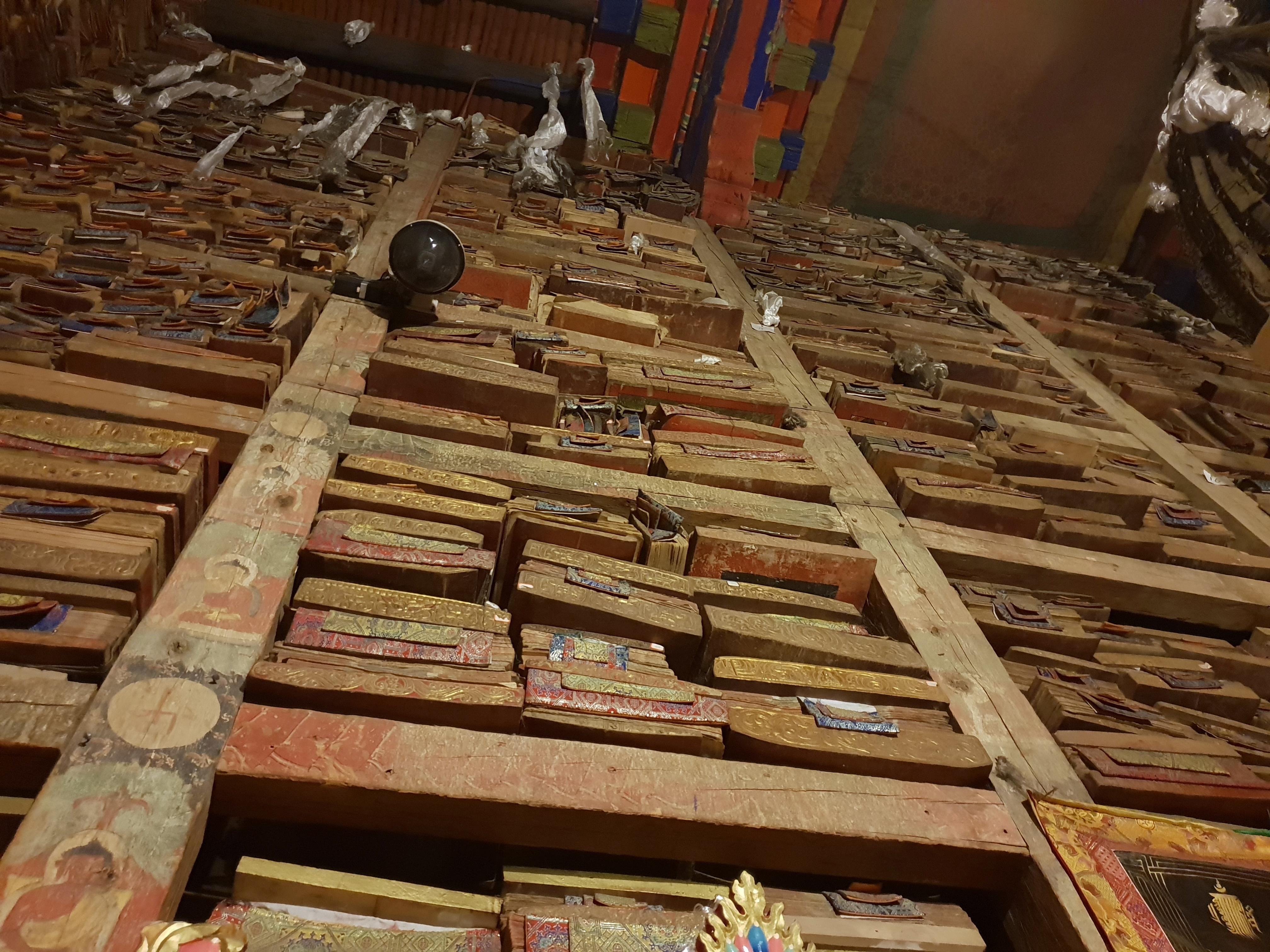
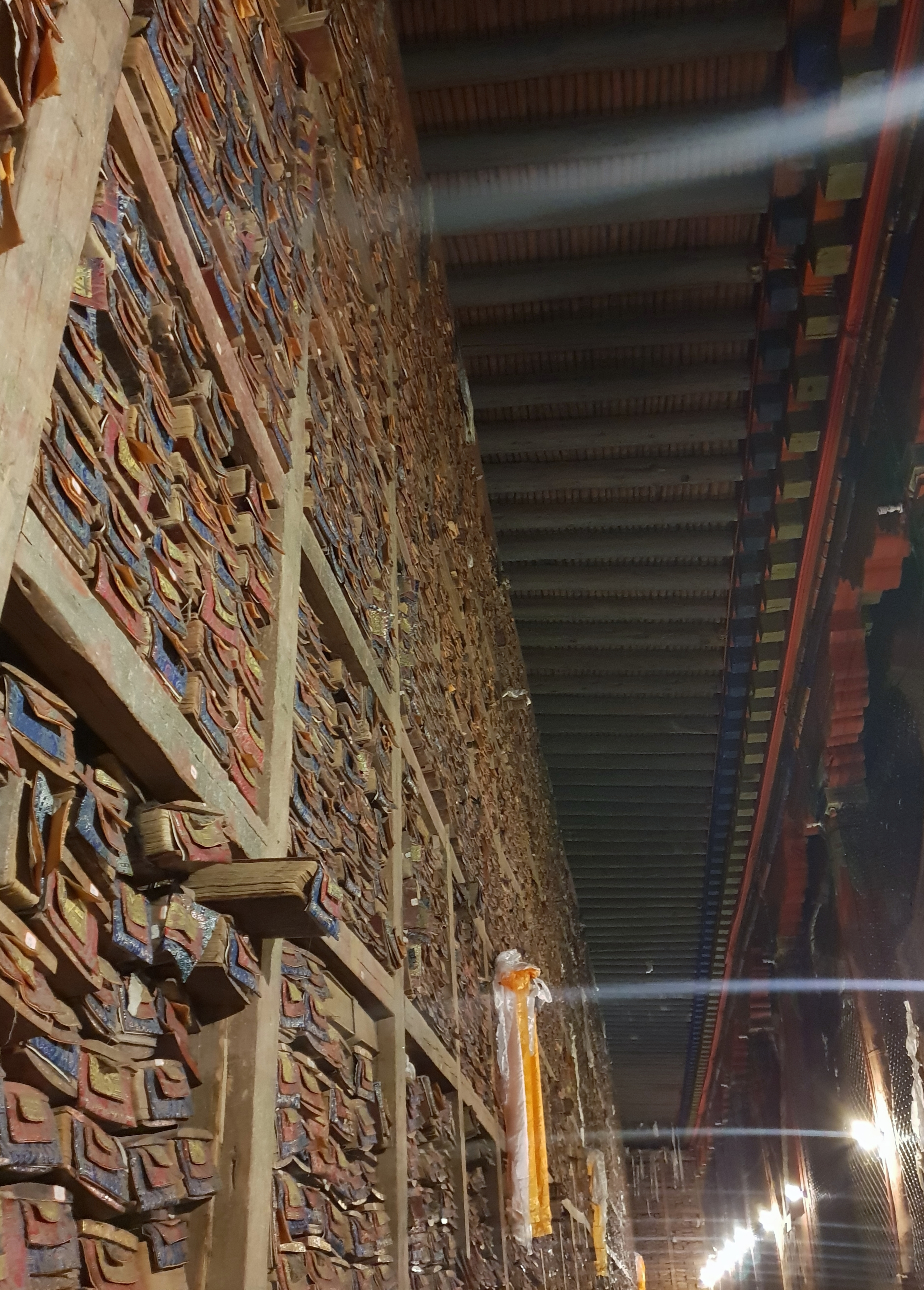
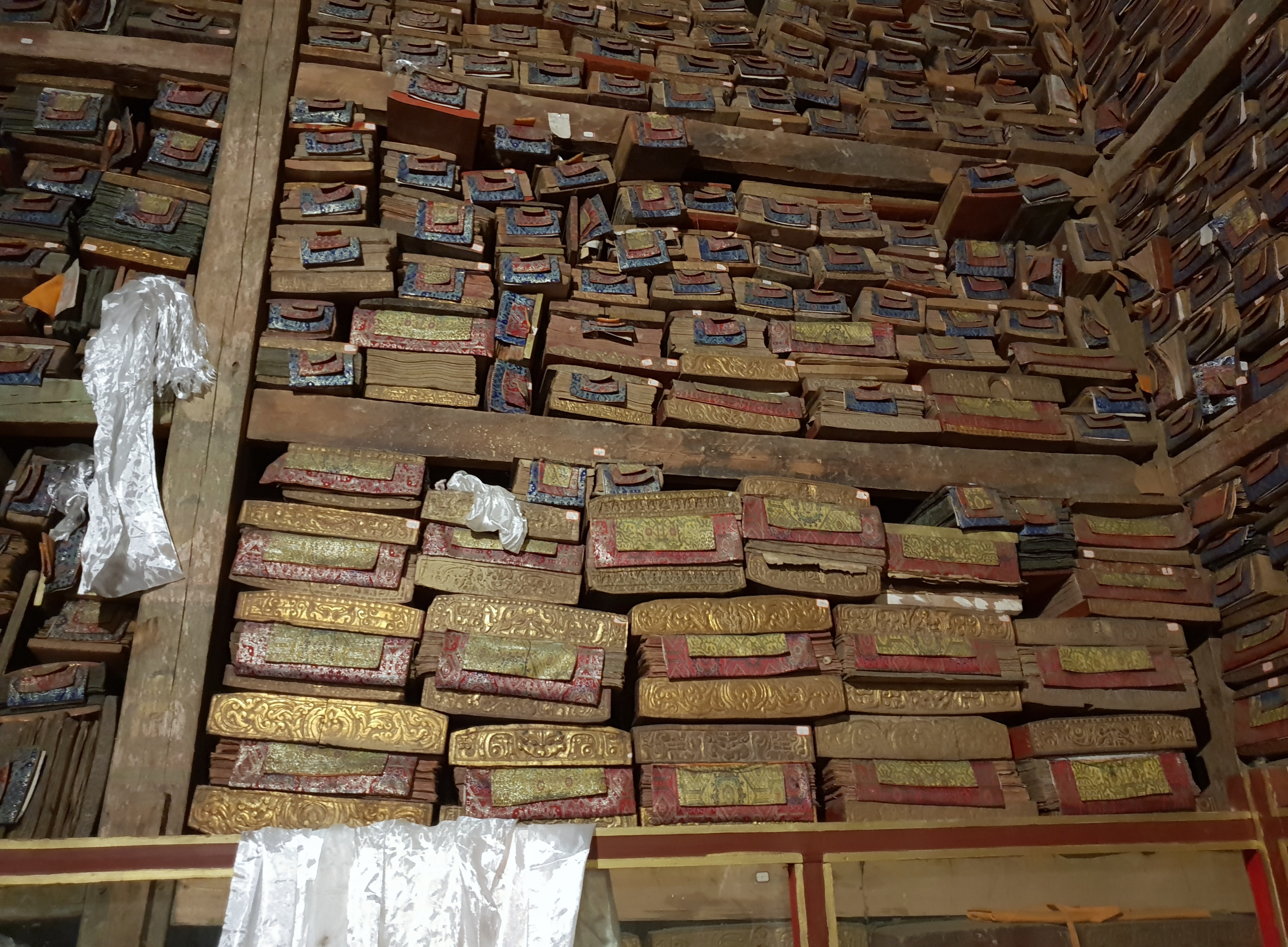

## Monestir de Sakya a l'Índia
El 41è Sakya Trizin, Ngawang Kunga, llavors titular del tron del Sakyapa, es va exiliar a l'Índia el 1959 després de la invasió xinesa del Tibet. Fa temps que viu a Dehradun, als contraforts de l'Himàlaia occidental, on es va restablir el monestir de Sakya. Ha estat allà amb diversos monjos i erudits grans, que també van escapar del Tibet, unint-se al nou monestir i donant continuïtat a les tradicions Sakya. Aquests monjos i erudits van salvar una sèrie de rotlles originals del monestir original de Sakya al Tibet i els van passar de contraban a l'Índia per guardar-los. El Sakya Trizin i els seus seguidors han establert diverses institucions a l'àrea de Dehradun i als voltants, incloent un hospital benèfic, un col·legi monàstic i un monestir. Com tots els líders de l'escola Sakya, l'actual Sakya Trizin està casat. Té dos fills, i el més petit, Dungsey Gyana Vajra, nascut el 5 de juliol de 1979 a Dehradun, és director del monestir de Sakya construït a Dehradun.